# Jormungand (manga)
Jormungand ( ヨルムンガンド? Yorumungando ) es una serie manga de Keitarou Takahashi , que fue serializado en la revista Monthly Sunday Gene-X y publicado en Norteamérica por VIZ Media . Un anime de la serie de televisión producida por White Fox fue transmitido entre abril y junio de 2012. Una segunda temporada titulado Jormungand: Perfect Order emitido desde octubre a diciembre de 2012. Ambas temporadas han sido licenciadas por FUNimation en América del Norte y Manga Entertainment en Reino Unido para la primera temporada.

## Argumento
La serie sigue a Koko Hekmatyar, una joven traficante de armas que vende armas bajo HCLI, una corporación de transporte marítimo internacional y operación de contrabando ilegal. Como uno de los distribuidores de armas no oficiales de la compañía, que vende armas en una variedad de países, evitando tanto las autoridades locales e internacionales. Viajan con ella un equipo de guardaespaldas, compuesto en su mayoría por exsoldados. La más reciente adición a su tripulación es Jonah, un niño soldado inexpresivo y mortal que odia a los traficantes de armas.

## Personajes
Koko Hekmatyar
Seiyū: Shizuka Itō
La protagonista. Una joven traficante de armas e hija de Floyd Hekmatyar, un magnate naviero mundial. Oficialmente dirige la División de Logística Europea y Africana de HCLI. Es físicamente atractiva, con el pelo largo de color blanco plateado, piel pálida de alabastro, llamativos ojos azules y su sonrisa característica, que está presente incluso en circunstancias extremas. Ella es extremadamente carismática y audaz, lo que le valió un gran éxito en su negocio, así como la feroz lealtad de sus subordinados. Aunque generalmente se comporta de una manera burbujeante y ligeramente infantil, Koko es bastante despiadada y varios personajes la han llamado "monstruo". Ella afirma que vende armas para la paz mundial, pero parece haber un motivo oculto que mantiene en secreto para todos, excepto Amada Minami y Chinatsu (que fue asesinada poco después de conocer el plan secreto de Koko). Ella considera a Jonah como un hermano pequeño y es muy cariñoso con él, y quiere que experimente la vida como un niño normal cuando no está en combate.
Jonathan Mar
Seiyū: Mutsumi Tamura
El protagonista de apoyo. Un niño soldado originario de Asia Central. Después de quedar huérfano, se unió a la infantería de montaña y luego fue asignado a una base militar junto con otros cuatro huérfanos. Sin embargo, después de que Malka, su amiga, fue asesinada cuando se le pidió que investigara las minas terrestres, aniquiló la base sin ayuda para vengarla y proteger a los otros niños. Chiquita lo desarmó y conoció a Kasper Hekmatyar por primera vez. Aprendió que la base estaba destinada a ser destruida de todos modos porque obstaculizaba la construcción de una carretera que beneficiaría al negocio de comercio de armas de Kasper en Asia, y que, de hecho, Malka había muerto por nada más que una carretera. Como castigo por matar a sus hombres, así como una prueba para examinar el carácter de Jonah, Kasper lo encerró en un contenedor durante días con nada más que agua. Después de que fue liberado, Kasper se reveló como el que vendió las armas que destruyeron la aldea de Jonah, haciéndolo indirectamente responsable de la muerte de sus padres. Kasper le hizo un trato y le prometió a Jonah que se aseguraría de que los tres huérfanos vivieran una vida pacífica en Japón. A cambio, el sería empleado como guardaespaldas para proteger a Koko, su hermana. Desde el encuentro con Kasper, Jonah ha albergado un fuerte odio hacia él y a los traficantes de armas en general. Después de unirse a la tripulación de Koko, su sentimiento hacia las armas no ha cambiado. Sin embargo, se encuentra cada vez más débil para Koko, a pesar de que ella siempre le hace sentir que está haciendo el tonto. A menudo se lo retrata como el hombre más serio de la serie, arrastrando al resto del equipo a tierra durante algunos de sus momentos más tensos.

## Lanzamiento

### Manga
El manga se publicó en Norteamérica por VIZ Media. En Japón, Jormungand se publica oficialmente por Shogakukan. En Taiwán, la licencia fue obtenida por Taiwán Tohan.

### Anime
El anime comenzó a transmitirse el 10 de abril de 2012 en las cadenas Tokyo MX , TV Kanagawa , TV Aichi y KBS y en fechas posteriores en Sun TV , BS11 y AT-X . El anime también se puede ver en línea en Showtime, NicoNico, Bandai Channel y GyaO. Una segunda temporada de la serie, Jormungand: Perfect Order , también fue anunciado y programado para ser lanzado en octubre de 2012, ,  que empezó a emitir en la televisión japonesa el 9 de octubre de 2012. Los dos temporadas se emitió en la televisión japonesa a las 12:30 PM.